# Софиевка (парк)
Софиевският парк или паркът „Софиевка“ (на украински: Софіївський парк, на полски: Park Zofiówka) е дендрариум (тип ботаническа градина) и научно-изследователски институт на Националната академия на науките на Украйна (катедра по биология). Паркът се намира в северната част на град Уман, Черкаска област (Централна Украйна), близо до река Камянка. Някои части от парка напомнят английска градина. Паркът е популярно място за отдих, посещаван годишно от 500 000 посетители.
Паркът „Софиевка“ е живописна забележителност на световния градинарски дизайн в началото на XIX век. В парка има над 2000 вида дървета и храсти (местни и екзотични), сред които таксодиум (блатен кипарис), лале, платанус, гинко билоба и много други.
От 1980 г. директор на парка е член-кореспондент на Академията на науките, доктор на биологичните науки Иван Косенко.

## История
Паркът „Софиевка“ е основан като английска градина през 1796 г. от граф Станислав Шченсни Потоцки, полски благородник, който възстановява Уман след селско въстание. По това време Уман е част от Руската империя. Паркът е кръстен на съпругата на графа София, по произход гъркиня. Това е подарък от Станислав Потоцки на жена му за нейния рожден ден.
Цената на оригиналния парк е оценена на 15 милиона злоти, цяло състояние по съвременните стандарти. Главен изпълнител е Лудвиг Метцел, полски военен инженер, който внася много редки растения от цяла Европа. Той наема местните крепостни селяни като основна работна сила. Теренът за парка е силно незастроен, с множество дерета и разделен от река Камянка. Основната композиция на парка е разположена до същата река с поредица от изкуствени басейни и езера (Горно – 8 ха, Долно – 1,5 ха и други), водопади (най-високият е висок 14 м), шлюзове, подземна река Ахерон (с дължина 224 м), фонтани и др. Церемонията по откриването е уважена и от Станислав Трембецки, който пише стихотворение, възхваляващо парка и неговата съименичка. Паркът е украсен с редица скулптури, предимно антични, и изкуствени скали, пещери и беседки. След Полското ноемврийско въстание през 1832 г. паркът е конфискуван от частното владение и е прехвърлен на Киевската официална камара. Същата година Николай I подарява парка на съпругата си Александра Фьодоровна. През 1836 – 59 г. паркът е собственост на администрацията на военните селища и обликът му е съществено променен.
Паркът „Софиевка“ е едно от световноизвестните произведения на градинско-парковото изкуство. В парка има много живописни зони, включително водопади, фонтани, езера и каменна градина. Това е един от най-известните примери за европейски ландшафтен градински дизайн от края на XVIII или началото на XIX век, който е запазен до наши дни.
Софиевският парк е обявен за едно от седемте чудеса на Украйна на 21 август 2007 г. въз основа на гласуване на експерти и интернет общността.
По оригинална идея на архитекта паркът илюстрира различни части от Омировите поеми Одисея и Илиада.